# 리가스 페레오스

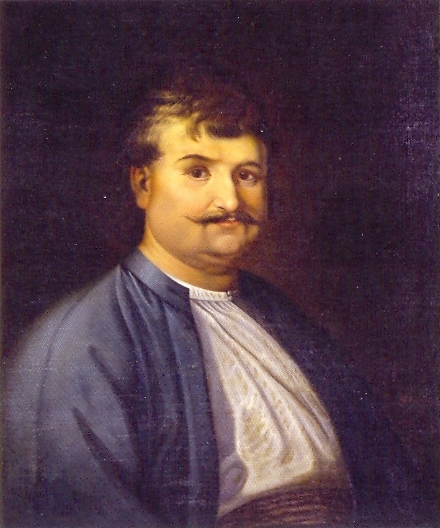
리가스 페레오스

리가스 페레오스(그리스어: Ρήγας Φεραίος, 1757년 ~ 1798년 6월 24일) 또는 리가스 벨레스틴리스(그리스어: Ρήγας Βελεστινλής)는 그리스의 시인, 작가, 혁명가이다.

## 생애
테살리아에 거주하던 아로마니아인 가문에서 태어났다. 고향에서 학업을 마친 뒤에 오스만 제국의 콘스탄티노폴리스에서 알렉산드로스 입실란티스의 비서를 역임했다. 오스만 제국의 지배를 받고 있던 왈라키아의 수도였던 부쿠레슈티에서 프랑스 혁명의 사상을 접했고 훗날 프랑스의 국가가 된 《마르세유의 노래》(라 마르세예즈)와 유사한 내용의 시를 썼다.
1793년 신성 로마 제국의 빈으로 이주한 뒤부터 《인간과 시민의 권리선언》을 번역하는 한편 프랑스 혁명의 기본 이념에 영향을 받은 팸플릿인 《루멜리아, 소아시아, 에게해 제도, 몰다비아, 왈라키아의 주민의 새로운 정치 제도》를 제작했다. 이 팸플릿은 발칸반도에 거주하는 주민들에게 오스만 제국의 발칸반도 지배에 저항할 것을 요구하는 내용을 담고 있다.
1797년에는 프랑스의 군인인 나폴레옹 보나파르트와의 연락을 통해 오스만 제국의 지배에 저항하는 혁명 활동을 전개하려고 했다. 하지만 페레오스와 동행하고 있던 그리스인 사업가가 그를 배신하면서 페레오스는 트리에스테에서 오스트리아 당국에 의해 체포되고 만다. 오스트리아 당국은 페레오스와 그의 동료들을 오스만 제국 당국에 넘겨주었고 페레오스와 그의 동료들은 1798년 6월 24일에 오스만 제국의 지배를 받고 있던 세르비아 베오그라드에서 교수형에 처해지게 된다. 페레오스의 시신은 사바강에 버려졌다.
1996년부터 2001년까지 발행된 그리스의 200드라크마 지폐에는 그의 초상화가 그려져 있다. 그리스의 10유로센트 주화에도 그의 초상화가 그려져 있다.